# Hino Motors
Hino Motors, Ltd. (japonés 日野自動車, Hino Jidōsha), comúnmente llamada Hino, es un fabricante de camiones, autobuses y otros vehículos comerciales con sede en Hino, Tokio (Japón). Fundada en 1942, como una empresa derivada de otras compañías niponas, cuenta en 2022 con 34.405 empleados y tiene una amplia trayectoria formando parte del índice bursátil Nikkei 225. Es una empresa subsidiaria de Toyota Motor Corporation y es considerada una de las 16 empresas más importantes integradas en el grupo Toyota.

## Historia
La empresa tiene sus raíces en la fundación de Tokyo Gas Industry Company en 1910. En 1910 Chiyoda Gas Co. fue establecida y competían ferozmente contra el actual Tokio Gas Company luchando por los usuarios de iluminación de gas. Tokyo Industria del Gas fue un proveedor de partes de Chiyoda Gas pero fue derrotado y se combinó en Tokyo Gas en 1912. La pérdida de su mayor cliente, Tokyo Gas Industry Co. amplió su línea de productos incluyendo las piezas electrónicas, y pasó a llamarse a sí mismo como Tokyo Gas e Industria Eléctrica (東京瓦斯電気工業), TG & E y fue a menudo abreviado como Gasuden. 
Gasuden produjo su primer vehículo de motor en 1917, el TGE Modelo "A-Type" camión. En 1937, TG & E fusionaron su división de automóviles con el de Industria del automóvil Co., Ltd. y Kyodo Kokusan KK, para formar Tokio Automóvil Industry Co., Ltd., con TG & E como accionista. Cuatro años más tarde, la compañía cambió su nombre por el de Diesel Motor Industry Co., Ltd., que se convirtió eventualmente en Isuzu Motors Limited.
Al año siguiente, el 1 de mayo de 1942, la nueva empresa de Hino Heavy Industry Co., Ltd. se dio a sí misma a partir de Diesel Motor Industry Co., Ltd., y el nombre Hino nació. Durante la Segunda Guerra Mundial Hino fabricó para el Ejército Imperial Japonés dos modelos: el Tipo 1 Ho-Há semioruga y Tipo 1 Ho-Ki para el transporte blindado de personal. Con la derrota de Japón tras el final de la Segunda Guerra Mundial la empresa tuvo que dejar de producir grandes motores diésel para aplicaciones marinas, y con la firma del tratado, la compañía perdió el "Heavy" ("pesado") de su nombre y se concentró formalmente en la fabricación de remolque-camiones pesados, autobuses y motores diésel, comercializados como Hino Industry Co., Ltd. La compañía tomó su nombre de la ubicación de su sede en Hino (日野市 Ciudad de Hino), ciudad en la prefectura de Tokio.
Para afinar su enfoque de marketing a los clientes, en 1948, la compañía añadió el nombre de "Diesel" para convertirse en Hino Diesel Industry Co., Ltd. En 1950, el trabajo pesado TH10 se introdujo, equipado con el nuevo 7 litros DS10 diésel del motor. Un camión de ocho toneladas, era considerablemente más grande que otros camiones japoneses, que rara vez se habían construido más de 6.000 kg de carga útil existente.
En 1953 Hino entró en el mercado de automóviles turismo mediante la fabricación de modelos Renault bajo licencia. En 1961 comenzó la construcción de su propio modelo de automóvil, el Contessa 900 sedán equipado con un motor trasero de 893 cm³ y una camioneta llamada Briska Hino con una versión ligeramente ampliada del motor Contessa instalado en la parte delantera pero equipado también con tracción trasera. El estilista italiano Giovanni Michelotti rediseñó la línea Contessa en 1964 con un motor trasero de 1300 cm³. Alimentado por dos carburadores tipo SU desarrollaba 60 caballos (44 kW) en el sedán y 70 caballos (51 kW) en la versión coupé. Sin embargo Hino cesó la producción de automóviles muy rápidamente tras unirse al grupo Toyota en 1967. En 1963 la fábrica de Hamura (Tokio) comenzó a operar, y se centró exclusivamente en la fabricación de camiones comerciales y la producción de autobuses. 
Con posterioridad los camiones Hino también se han ensamblado en la República de Irlanda por J Harris en los Naas / Nangor Roads. Otros países que han operado como ensambladores de Hino incluyen a Noruega (1977-1985), Portugal y Canadá.
En 2001 Hino fue totalmente adquirida por Toyota Motor Corporation.
En 2018 Hino firmó una alianza estratégica con Volkswagen Truck and Bus (posteriormente renombrado Traton) para la creación de una joint-venture conjunta para aprovisionamiento mutuo y ganar eficiencia en las compras de suministros y para el desarrollo de camiones electrificados, lo que llamaron «e-mobility». Dos años después comunicaron la firma de un acuerdo para desarrollar vehículos electrificados, tanto de baterías (BEV) como de pila de combustible (FCV), los componentes que sean necesarios, el software y las interfaces hombre-máquina. Ambas compañías operarán dos centros de trabajo: los de Traton en Södertälje (Suecia) y los de Hino en el área de Tokio (Japón).

## Galería de imágenes

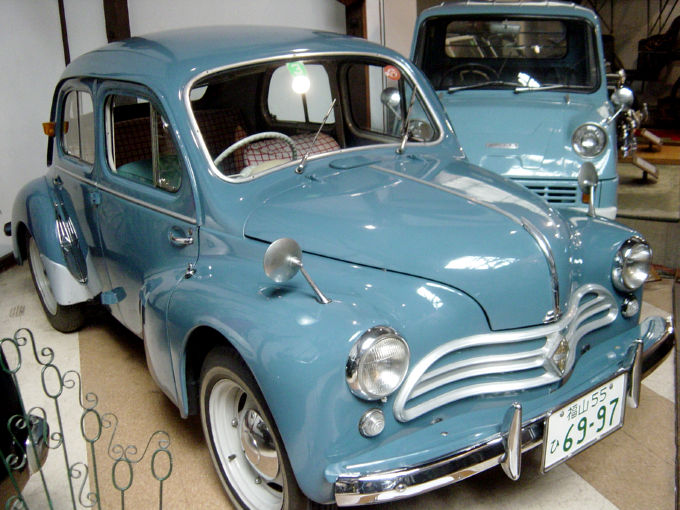
HINO 4CV, 1942
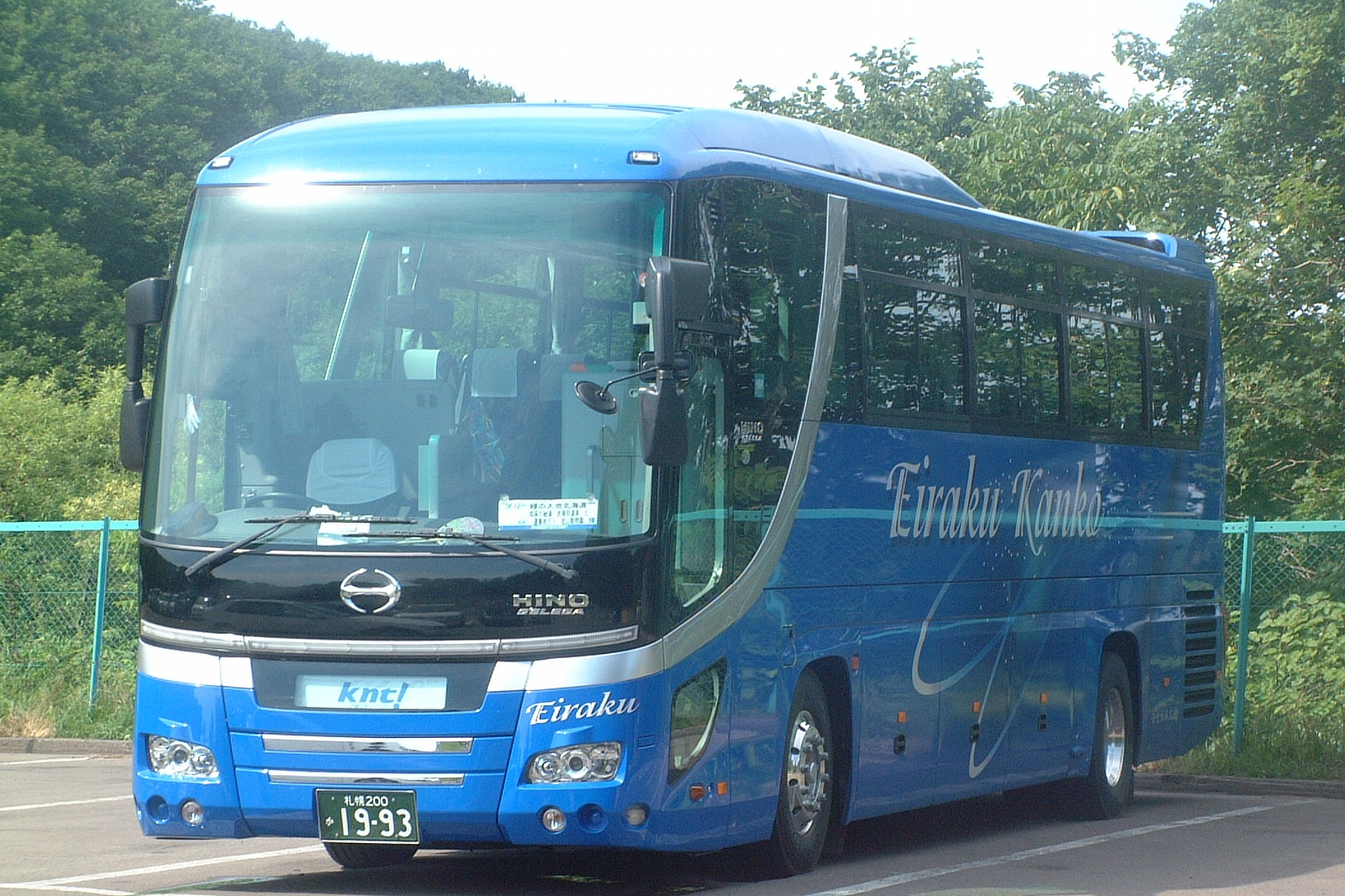
Bus HINO S'elega
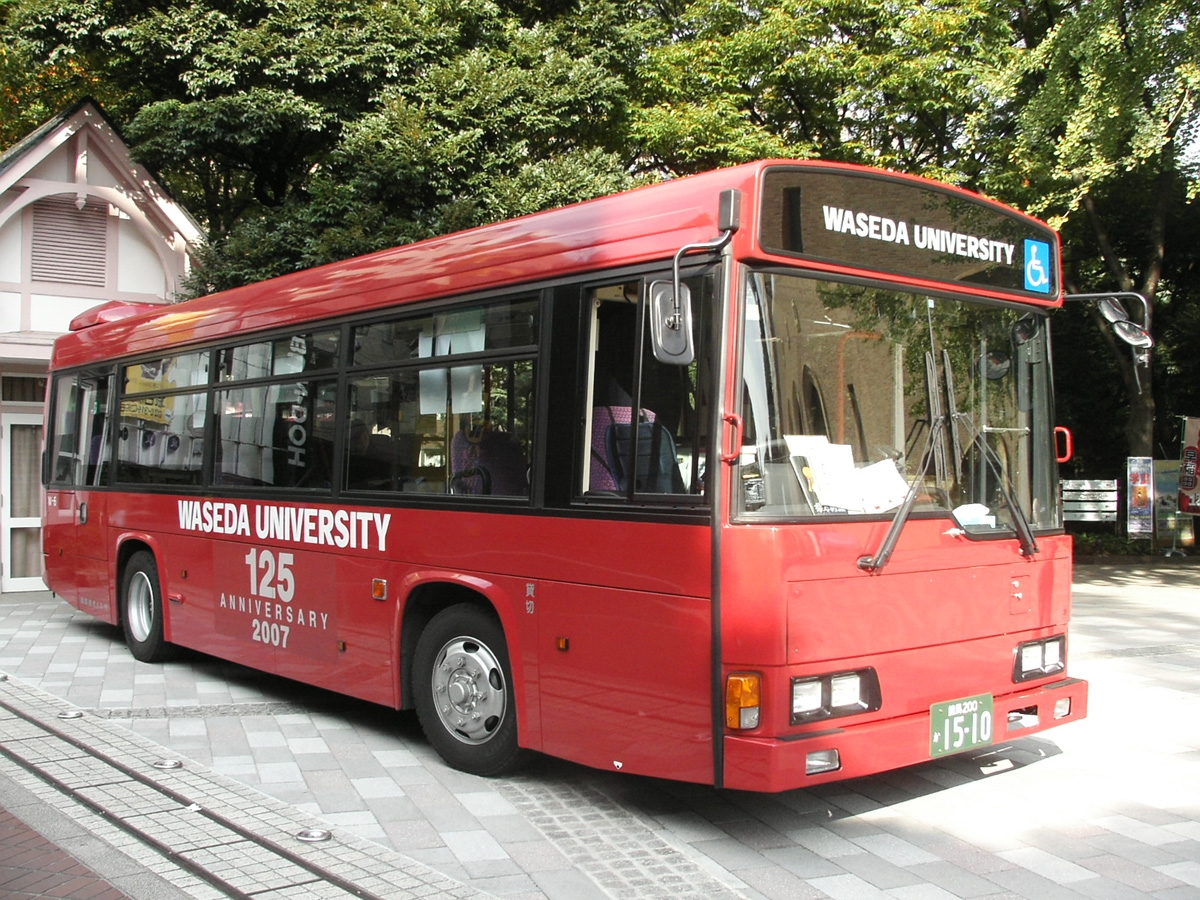
Bus HINO Rainbow
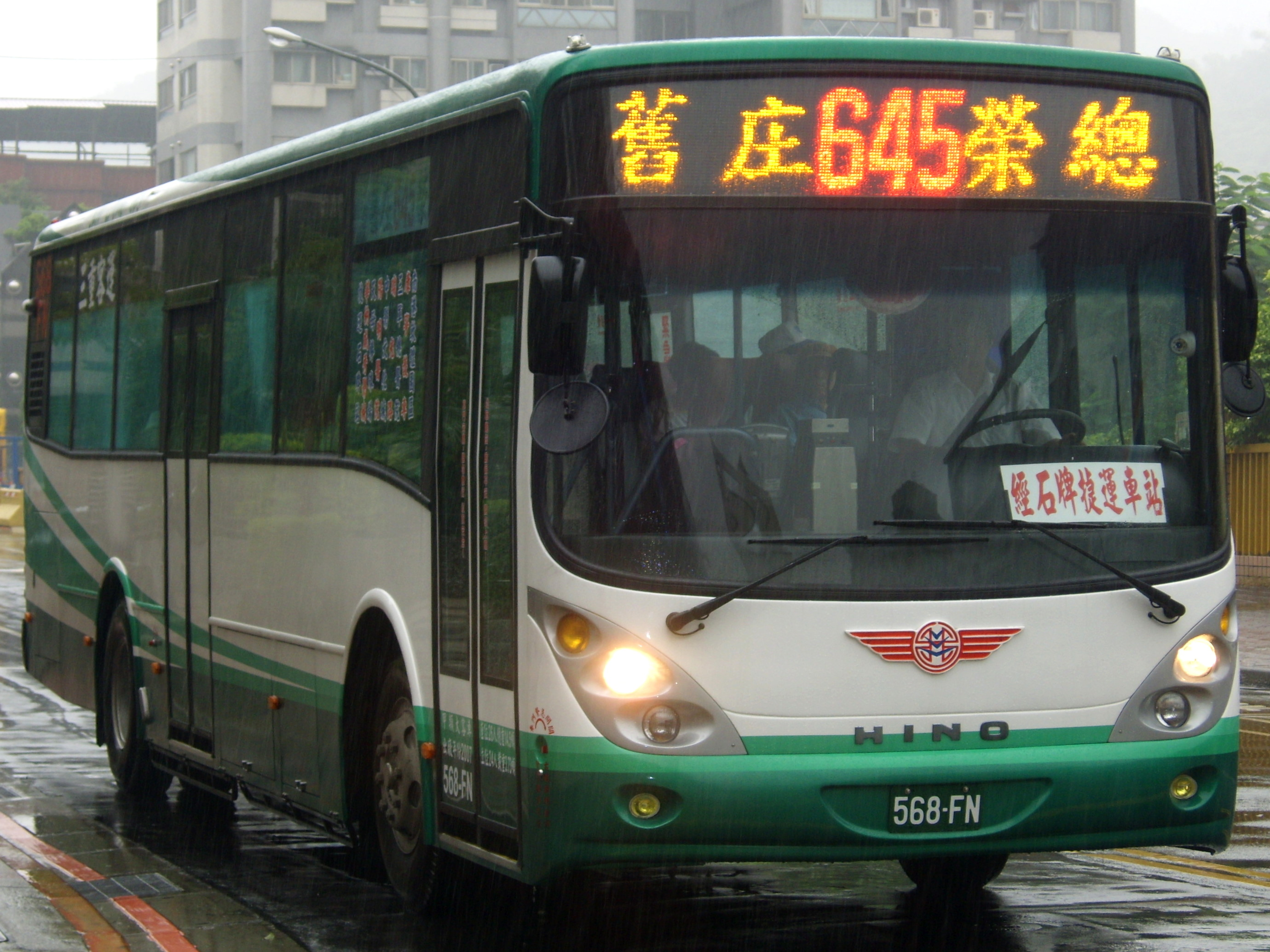
Bus HINO RK
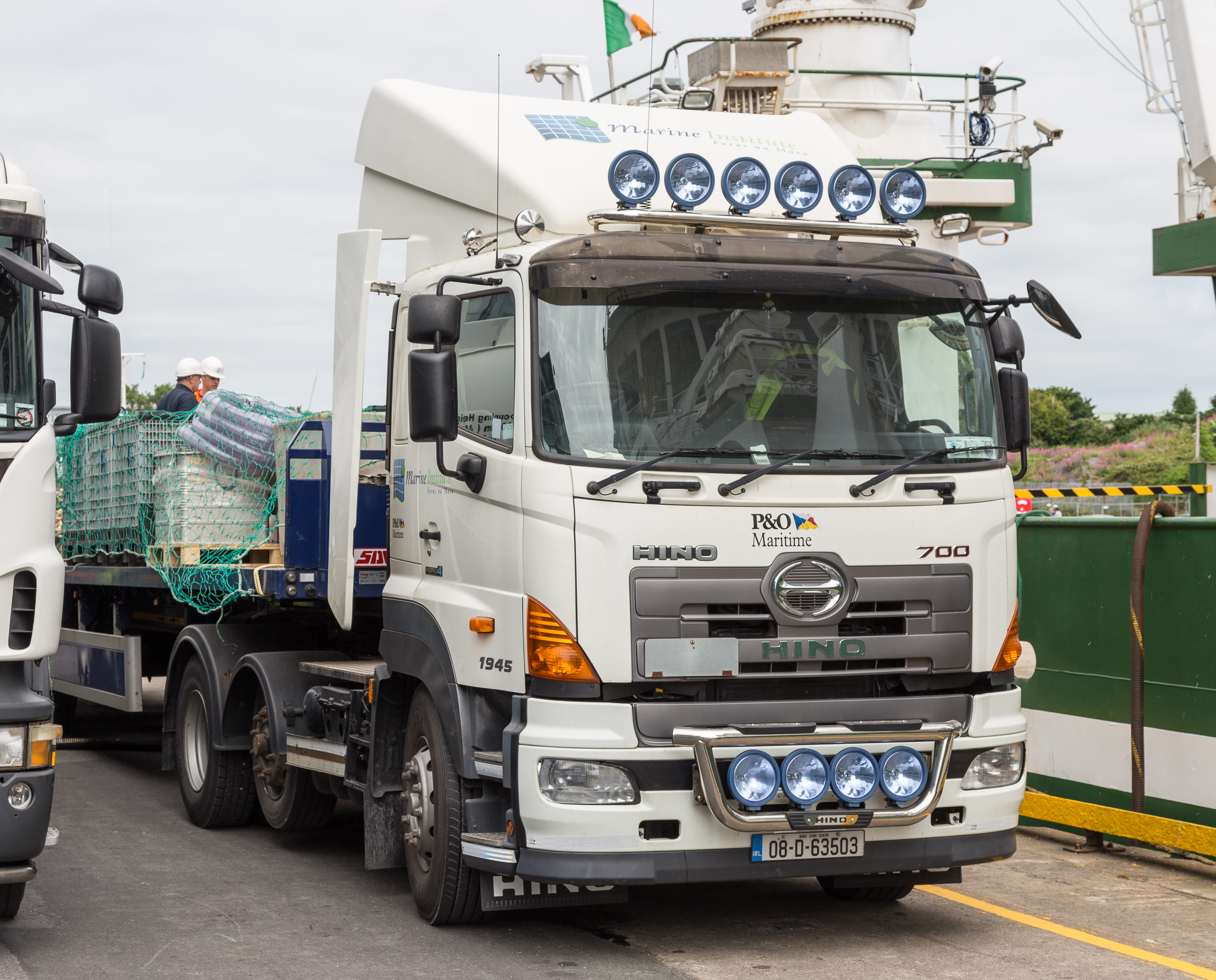
Hino 700